# Interlands Duits voetbalelftal 1950-1959
Deze pagina toont een chronologisch en gedetailleerd overzicht van de interlands die het West-Duits voetbalelftal heeft gespeeld in de periode 1950 – 1959.

## Interlands

### 1950
|                                                                          |                              |       |             |                                                                                  |
| 22 november Vriendschappelijk № 199 «onderlinge duels» 14:30 uur (UTC+1) | West-Duitsland               | 1 – 0 | Zwitserland | Neckarstadion, Stuttgart Toeschouwers: 97.553 Scheidsrechter: Arthur Ellis (ENG) |
| 22 november Vriendschappelijk № 199 «onderlinge duels» 14:30 uur (UTC+1) | Herbert Burdenski 42' (pen.) |       |             | Neckarstadion, Stuttgart Toeschouwers: 97.553 Scheidsrechter: Arthur Ellis (ENG) |

### 1951
|                                                                      |                                            |       |                                                        |                                                                          |
| 17 juni Vriendschappelijk № 200 «onderlinge duels» 16:00 uur (UTC+1) | Zwitserland                                | 2 – 3 | West-Duitsland                                         | Hardturm, Zürich Toeschouwers: 34.000 Scheidsrechter: Arthur Ellis (ENG) |
| 17 juni Vriendschappelijk № 200 «onderlinge duels» 16:00 uur (UTC+1) | Jacques Fatton 8' Roger Bocquet 55' (pen.) |       | 42' Ottmar Walter 50' Felix Gerritzen 54' Fritz Walter | Hardturm, Zürich Toeschouwers: 34.000 Scheidsrechter: Arthur Ellis (ENG) |

|                                                                      |                    |       |                                    |                                                                                          |
| 17 juni Vriendschappelijk № 201 «onderlinge duels» 16:00 uur (UTC+1) | West-Duitsland     | 1 – 2 | Turkije                            | Olympiastadion, West-Berlijn Toeschouwers: 90.000 Scheidsrechter: Giuseppe Carpani (ITA) |
| 17 juni Vriendschappelijk № 201 «onderlinge duels» 16:00 uur (UTC+1) | Hans Haferkamp 75' |       | 5' Recep Adanır 85' Muzaffer Tokaç | Olympiastadion, West-Berlijn Toeschouwers: 90.000 Scheidsrechter: Giuseppe Carpani (ITA) |

|                                                                           |            |                                    |                |                                                                             |
| 23 september Vriendschappelijk № 202 «onderlinge duels» 16:00 uur (UTC+1) | Oostenrijk | 0 – 2                              | West-Duitsland | Prater-Stadion, Wenen Toeschouwers: 63.000 Scheidsrechter: Bill Evans (ENG) |
| 23 september Vriendschappelijk № 202 «onderlinge duels» 16:00 uur (UTC+1) |            | 55' Max Morlock 87' Hans Haferkamp |                | Prater-Stadion, Wenen Toeschouwers: 63.000 Scheidsrechter: Bill Evans (ENG) |

|                                                                         |                                                               |       |                                  |                                                                                |
| 17 oktober Vriendschappelijk № 203 «onderlinge duels» 16:30 uur (UTC+1) | Ierland                                                       | 3 – 2 | West-Duitsland                   | Dalymount Park, Dublin Toeschouwers: 29.451 Scheidsrechter: William Ling (ENG) |
| 17 oktober Vriendschappelijk № 203 «onderlinge duels» 16:30 uur (UTC+1) | Jupp Posipal 9' (e.d.) Arthur Fitzsimons 39' Dessie Glynn 84' |       | 62' Max Morlock 75' Fritz Walter | Dalymount Park, Dublin Toeschouwers: 29.451 Scheidsrechter: William Ling (ENG) |

|                                                        |         |                      |                |                                                                                     |
| 21 november Vriendschappelijk № 204 «onderlinge duels» | Turkije | 0 – 2                | West-Duitsland | Dolmabahçestadion, Istanbul Toeschouwers: 30.000 Scheidsrechter: Arthur Ellis (ENG) |
| 21 november Vriendschappelijk № 204 «onderlinge duels» |         | 56', 60' Max Morlock |                | Dolmabahçestadion, Istanbul Toeschouwers: 30.000 Scheidsrechter: Arthur Ellis (ENG) |

|                                                                          |                                                              |       |                     |                                                                                |
| 23 december Vriendschappelijk № 205 «onderlinge duels» 14:00 uur (UTC+1) | West-Duitsland                                               | 4 – 1 | Luxemburg           | Uhlenkrugstadion, Essen Toeschouwers: 40.000 Scheidsrechter: Louis Baert (BEL) |
| 23 december Vriendschappelijk № 205 «onderlinge duels» 14:00 uur (UTC+1) | Berni Termath 14', 63' Georg Stollenwerk 54' Helmut Rahn 68' |       | 84' François Muller | Uhlenkrugstadion, Essen Toeschouwers: 40.000 Scheidsrechter: Louis Baert (BEL) |

### 1952
|                                                                       |           |                                                       |                |                                                                                     |
| 20 april Vriendschappelijk № 206 «onderlinge duels» 15:15 uur (UTC+1) | Luxemburg | 0 – 3                                                 | West-Duitsland | Stade Municipal, Luxemburg Toeschouwers: 17.000 Scheidsrechter: Henri Bauwens (BEL) |
| 20 april Vriendschappelijk № 206 «onderlinge duels» 15:15 uur (UTC+1) |           | 9' Georg Stollenwerk 60' Hans Zeitler 88' Berni Klodt |                | Stade Municipal, Luxemburg Toeschouwers: 17.000 Scheidsrechter: Henri Bauwens (BEL) |

|                                                                    |                                                      |       |         |                                                                                       |
| 4 mei Vriendschappelijk № 207 «onderlinge duels» 14:30 uur (UTC+1) | West-Duitsland                                       | 3 – 0 | Ierland | Müngersdorfer Stadion, Keulen Toeschouwers: 75.000 Scheidsrechter: Arthur Ellis (ENG) |
| 4 mei Vriendschappelijk № 207 «onderlinge duels» 14:30 uur (UTC+1) | Jupp Posipal 31' Ottmar Walter 77' Berni Termath 88' |       |         | Müngersdorfer Stadion, Keulen Toeschouwers: 75.000 Scheidsrechter: Arthur Ellis (ENG) |

|                                                                        |                                                        |       |                   |                                                                                                |
| 5 oktober Vriendschappelijk № 208 «onderlinge duels» 15:00 uur (UTC+1) | Frankrijk                                              | 3 – 1 | West-Duitsland    | Stade olympique Yves-du-Manoir, Colombes Toeschouwers: 56.021 Scheidsrechter: Bill Evans (ENG) |
| 5 oktober Vriendschappelijk № 208 «onderlinge duels» 15:00 uur (UTC+1) | Joseph Ujlaki 4' Thadée Cisowski 81' André Strappe 90' |       | 16' Ottmar Walter | Stade olympique Yves-du-Manoir, Colombes Toeschouwers: 56.021 Scheidsrechter: Bill Evans (ENG) |

|                                                                         |                                                                          |       |                            |                                                                                        |
| 9 november Vriendschappelijk № 209 «onderlinge duels» 14:30 uur (UTC+1) | West-Duitsland                                                           | 5 – 1 | Zwitserland                | Rosenaustadion, Augsburg Toeschouwers: 64.586 Scheidsrechter: Vincenzo Orlandini (ITA) |
| 9 november Vriendschappelijk № 209 «onderlinge duels» 14:30 uur (UTC+1) | Max Morlock 20' Ottmar Walter 29' Hans Schäfer 56', 72' Fritz Walter 65' |       | 55' Hans-Peter Friedländer | Rosenaustadion, Augsburg Toeschouwers: 64.586 Scheidsrechter: Vincenzo Orlandini (ITA) |

|                                                                          |                                          |       |                                                      |                                                                                               |
| 21 december Vriendschappelijk № 210 «onderlinge duels» 14:00 uur (UTC+1) | West-Duitsland                           | 3 – 2 | Joegoslavië                                          | Südweststadion, Ludwigshafen am Rhein Toeschouwers: 70.000 Scheidsrechter: Arthur Ellis (ENG) |
| 21 december Vriendschappelijk № 210 «onderlinge duels» 14:00 uur (UTC+1) | Fritz Walter 2' Stjepan Bobek 40' (pen.) |       | 39' Zlatko Čajkovski 43' Max Morlock 70' Helmut Rahn | Südweststadion, Ludwigshafen am Rhein Toeschouwers: 70.000 Scheidsrechter: Arthur Ellis (ENG) |

|                                                                          |                                               |       |                                    |                                                                                         |
| 28 december Vriendschappelijk № 211 «onderlinge duels» 15:30 uur (UTC+1) | Spanje                                        | 2 – 2 | West-Duitsland                     | Estadio Chamartín, Madrid Toeschouwers: 80.000 Scheidsrechter: Vincenzo Orlandini (ITA) |
| 28 december Vriendschappelijk № 211 «onderlinge duels» 15:30 uur (UTC+1) | Agustín Gaínza 25' César Rodríguez 69' (pen.) |       | 7' Ottmar Walter 30' Berni Termath | Estadio Chamartín, Madrid Toeschouwers: 80.000 Scheidsrechter: Vincenzo Orlandini (ITA) |

### 1953
|                                                                       |                |       |            |                                                                                        |
| 22 maart Vriendschappelijk № 212 «onderlinge duels» 15:30 uur (UTC+1) | West-Duitsland | 0 – 0 | Oostenrijk | Müngersdorfer Stadion, Keulen Toeschouwers: 76.000 Scheidsrechter: Henri Bauwens (BEL) |
| 22 maart Vriendschappelijk № 212 «onderlinge duels» 15:30 uur (UTC+1) |                |       |            | Müngersdorfer Stadion, Keulen Toeschouwers: 76.000 Scheidsrechter: Henri Bauwens (BEL) |

|                                                                             |                   |       |                  |                                                                               |
| 19 augustus WK 1954 kwalificatie № 213 «onderlinge duels» 18:30 uur (UTC+1) | Noorwegen         | 1 – 1 | West-Duitsland   | Ullevaalstadion, Oslo Toeschouwers: 32.266 Scheidsrechter: Bertus Ausum (NED) |
| 19 augustus WK 1954 kwalificatie № 213 «onderlinge duels» 18:30 uur (UTC+1) | Harald Hennum 41' |       | 44' Fritz Walter | Ullevaalstadion, Oslo Toeschouwers: 32.266 Scheidsrechter: Bertus Ausum (NED) |

|                                                                            |                                       |       |          |                                                                                        |
| 11 oktober WK 1954 kwalificatie № 214 «onderlinge duels» 15:00 uur (UTC+1) | West-Duitsland                        | 3 – 0 | Saarland | Neckarstadion, Stuttgart Toeschouwers: 48.000 Scheidsrechter: Karel van der Meer (NED) |
| 11 oktober WK 1954 kwalificatie № 214 «onderlinge duels» 15:00 uur (UTC+1) | Max Morlock 13', 50' Horst Schade 70' |       |          | Neckarstadion, Stuttgart Toeschouwers: 48.000 Scheidsrechter: Karel van der Meer (NED) |

|                                                                             |                                                                         |       |                  |                                                                                  |
| 22 november WK 1954 kwalificatie № 215 «onderlinge duels» 14:00 uur (UTC+1) | West-Duitsland                                                          | 5 – 1 | Noorwegen        | Volksparkstadion, Hamburg Toeschouwers: 76.000 Scheidsrechter: Arthur Luty (ENG) |
| 22 november WK 1954 kwalificatie № 215 «onderlinge duels» 14:00 uur (UTC+1) | Max Morlock 26', 63' Ottmar Walter 69' Fritz Walter 80' Helmut Rahn 86' |       | 22' Hans Nordahl | Volksparkstadion, Hamburg Toeschouwers: 76.000 Scheidsrechter: Arthur Luty (ENG) |

### 1954
|                                                                          |                           |       |                                       |                                                                                           |
| 28 maart WK 1954 kwalificatie № 216 «onderlinge duels» 15:00 uur (UTC+1) | Saarland                  | 1 – 3 | West-Duitsland                        | Ludwigsparkstadion, Saarbrücken Toeschouwers: 53.000 Scheidsrechter: Jan Bronkhorst (NED) |
| 28 maart WK 1954 kwalificatie № 216 «onderlinge duels» 15:00 uur (UTC+1) | Herbert Martin 67' (pen.) |       | 37', 51' Max Morlock 83' Hans Schäfer | Ludwigsparkstadion, Saarbrücken Toeschouwers: 53.000 Scheidsrechter: Jan Bronkhorst (NED) |

|                                                                       |                                                         |       |                                                            |                                                                                   |
| 25 april Vriendschappelijk № 217 «onderlinge duels» 15:00 uur (UTC+1) | Zwitserland                                             | 3 – 5 | West-Duitsland                                             | St. Jakob-Park, Bazel Toeschouwers: 51.864 Scheidsrechter: Mervyn Griffiths (WAL) |
| 25 april Vriendschappelijk № 217 «onderlinge duels» 15:00 uur (UTC+1) | Jacques Fatton 57' Robert Ballaman 42' Willy Kernen 86' |       | 5', 31' Hans Schäfer 16', 85' Fritz Walter 30' Max Morlock | St. Jakob-Park, Bazel Toeschouwers: 51.864 Scheidsrechter: Mervyn Griffiths (WAL) |

| Wereldkampioenschap voetbal 1954 |
| -------------------------------- |

|                                                                    |                                                                    |       |               |                                                                                |
| 17 juni WK 1954 Groep B № 218 «onderlinge duels» 18:00 uur (UTC+1) | West-Duitsland                                                     | 4 – 1 | Turkije       | Wankdorf, Bern Toeschouwers: 28.000 Scheidsrechter: José Vieira da Costa (POR) |
| 17 juni WK 1954 Groep B № 218 «onderlinge duels» 18:00 uur (UTC+1) | Hans Schäfer 14' Berni Klodt 51' Ottmar Walter 60' Max Morlock 83' |       | 3' Suat Mamat | Wankdorf, Bern Toeschouwers: 28.000 Scheidsrechter: José Vieira da Costa (POR) |

|                                                                    |                                                       |       |                                                                                             |                                                                               |
| 20 juni WK 1954 Groep B № 219 «onderlinge duels» 17:00 uur (UTC+1) | West-Duitsland                                        | 3 – 8 | Hongarije                                                                                   | St. Jakob-Park, Bazel Toeschouwers: 56.000 Scheidsrechter: William Ling (ENG) |
| 20 juni WK 1954 Groep B № 219 «onderlinge duels» 17:00 uur (UTC+1) | Alfred Pfaff 25' Helmut Rahn 77' Richard Herrmann 84' |       | 3', 21', 69', 78' Sándor Kocsis 17' Ferenc Puskás 52', 54' Nándor Hidegkuti 75' József Tóth | St. Jakob-Park, Bazel Toeschouwers: 56.000 Scheidsrechter: William Ling (ENG) |

|                                                                     |                                                                                   |       |                                              |                                                                              |
| 23 juni WK 1954 Play-off № 220 «onderlinge duels» 18:00 uur (UTC+1) | West-Duitsland                                                                    | 7 – 2 | Turkije                                      | Hardturm, Zürich Toeschouwers: 17.000 Scheidsrechter: Raymond Vincenti (FRA) |
| 23 juni WK 1954 Play-off № 220 «onderlinge duels» 18:00 uur (UTC+1) | Ottmar Walter 7' Hans Schäfer 12', 79' Max Morlock 30', 60', 77' Fritz Walter 62' |       | 21' Mustafa Ertan 82' Lefter Küçükandonyadis | Hardturm, Zürich Toeschouwers: 17.000 Scheidsrechter: Raymond Vincenti (FRA) |

|                                                                        |                                        |       |             |                                                                                    |
| 27 juni WK 1954 Kwartfinale № 221 «onderlinge duels» 17:00 uur (UTC+1) | West-Duitsland                         | 2 – 0 | Joegoslavië | Charmilles Stadium, Genève Toeschouwers: 17.000 Scheidsrechter: István Zsolt (HUN) |
| 27 juni WK 1954 Kwartfinale № 221 «onderlinge duels» 17:00 uur (UTC+1) | Ivica Horvat 9' (e.d.) Helmut Rahn 85' |       |             | Charmilles Stadium, Genève Toeschouwers: 17.000 Scheidsrechter: István Zsolt (HUN) |

|                                                                         |                  |       |                                                                                             |                                                                                     |
| 30 juni WK 1954 Halve finale № 222 «onderlinge duels» 18:00 uur (UTC+1) | Oostenrijk       | 1 – 6 | West-Duitsland                                                                              | St. Jakob-Park, Bazel Toeschouwers: 57.000 Scheidsrechter: Vincenzo Orlandini (ITA) |
| 30 juni WK 1954 Halve finale № 222 «onderlinge duels» 18:00 uur (UTC+1) | Erich Probst 51' |       | 31' Hans Schäfer 47' Max Morlock 54' (pen.), 64' (pen.) Fritz Walter 61', 89' Ottmar Walter | St. Jakob-Park, Bazel Toeschouwers: 57.000 Scheidsrechter: Vincenzo Orlandini (ITA) |

|                                                                  |                                      |       |                                   |                                                                        |
| 4 juli WK 1954 Finale № 223 «onderlinge duels» 17:00 uur (UTC+1) | West-Duitsland                       | 3 – 2 | Hongarije                         | Wankdorf, Bern Toeschouwers: 62.472 Scheidsrechter: William Ling (ENG) |
| 4 juli WK 1954 Finale № 223 «onderlinge duels» 17:00 uur (UTC+1) | Max Morlock 10' Helmut Rahn 18', 84' |       | 6' Ferenc Puskás 8' Zoltán Czibor | Wankdorf, Bern Toeschouwers: 62.472 Scheidsrechter: William Ling (ENG) |

|  |  |  |  |  |  |  |  |  |

|                                                                           |                                  |       |                |                                                                                  |
| 26 september Vriendschappelijk № 224 «onderlinge duels» 15:00 uur (UTC+1) | België                           | 2 – 0 | West-Duitsland | Heizelstadion, Brussel Toeschouwers: 55.116 Scheidsrechter: Jan Bronkhorst (NED) |
| 26 september Vriendschappelijk № 224 «onderlinge duels» 15:00 uur (UTC+1) | Rik Coppens 7' Léopold Anoul 53' |       |                | Heizelstadion, Brussel Toeschouwers: 55.116 Scheidsrechter: Jan Bronkhorst (NED) |

|                                                                         |                   |       |                                        |                                                                                            |
| 16 oktober Vriendschappelijk № 225 «onderlinge duels» 15:30 uur (UTC+1) | West-Duitsland    | 1 – 3 | Frankrijk                              | Niedersachsenstadion, Hannover Toeschouwers: 86.000 Scheidsrechter: Mervyn Griffiths (WAL) |
| 16 oktober Vriendschappelijk № 225 «onderlinge duels» 15:30 uur (UTC+1) | Klaus Stürmer 75' |       | 33', 55' Jacques Foix 36' Jean Vincent | Niedersachsenstadion, Hannover Toeschouwers: 86.000 Scheidsrechter: Mervyn Griffiths (WAL) |

|                                                                       |                                                     |       |                 |                                                                                        |
| 1 december Vriendschappelijk № 226 «onderlinge duels» 14:00 uur (UTC) | Engeland                                            | 3 – 1 | West-Duitsland  | Wembley Stadium, Londen Toeschouwers: 100.000 Scheidsrechter: Vincenzo Orlandini (ITA) |
| 1 december Vriendschappelijk № 226 «onderlinge duels» 14:00 uur (UTC) | Roy Bentley 28' Ronnie Allen 48' Len Shackleton 79' |       | 77' Alfred Beck | Wembley Stadium, Londen Toeschouwers: 100.000 Scheidsrechter: Vincenzo Orlandini (ITA) |

|                                                                        |          |                                                         |                |                                                                                        |
| 19 december Vriendschappelijk № 227 «onderlinge duels» 15:30 uur (UTC) | Portugal | 0 – 3                                                   | West-Duitsland | Estádio Nacional, Oeiras Toeschouwers: 70.000 Scheidsrechter: Karel van der Meer (NED) |
| 19 december Vriendschappelijk № 227 «onderlinge duels» 15:30 uur (UTC) |          | 7' Herbert Erhardt 55' Alfred Pfaff 74' Erich Juskowiak |                | Estádio Nacional, Oeiras Toeschouwers: 70.000 Scheidsrechter: Karel van der Meer (NED) |

### 1955
|                                                                       |                                               |       |                    |                                                                                  |
| 30 maart Vriendschappelijk № 228 «onderlinge duels» 16:30 uur (UTC+1) | West-Duitsland                                | 1 – 2 | Italië             | Neckarstadion, Stuttgart Toeschouwers: 82.000 Scheidsrechter: István Zsolt (HUN) |
| 30 maart Vriendschappelijk № 228 «onderlinge duels» 16:30 uur (UTC+1) | Erich Juskowiak 20' (pen.) Gino Pivatelli 40' |       | 9' Amleto Frignani | Neckarstadion, Stuttgart Toeschouwers: 82.000 Scheidsrechter: István Zsolt (HUN) |

|                                                                     |                                |       |                 |                                                                                         |
| 28 mei Vriendschappelijk № 229 «onderlinge duels» 16:30 uur (UTC+1) | West-Duitsland                 | 2 – 1 | Ierland         | Volksparkstadion, Hamburg Toeschouwers: 50.000 Scheidsrechter: Karel van der Meer (NED) |
| 28 mei Vriendschappelijk № 229 «onderlinge duels» 16:30 uur (UTC+1) | Erwin Waldner 13' Karl Mai 63' |       | 67' Sean Fallon | Volksparkstadion, Hamburg Toeschouwers: 50.000 Scheidsrechter: Karel van der Meer (NED) |

|                                                                          |                                                               |       |                                   |                                                                               |
| 21 augustus Vriendschappelijk № 230 «onderlinge duels» 16:00 uur (UTC+3) | Sovjet-Unie                                                   | 3 – 2 | West-Duitsland                    | Dinamostadion, Moskou Toeschouwers: 54.000 Scheidsrechter: William Ling (ENG) |
| 21 augustus Vriendschappelijk № 230 «onderlinge duels» 16:00 uur (UTC+3) | Nikolay Parshin 16' Anatoliy Maslyonkin 69' Anatoli Iljin 73' |       | 29' Fritz Walter 52' Hans Schäfer | Dinamostadion, Moskou Toeschouwers: 54.000 Scheidsrechter: William Ling (ENG) |

|                                                                           |                                                                |       |                 |                                                                               |
| 25 september Vriendschappelijk № 231 «onderlinge duels» 15:00 uur (UTC+1) | Joegoslavië                                                    | 3 – 1 | West-Duitsland  | JNA Stadion, Belgrado Toeschouwers: 50.000 Scheidsrechter: István Zsolt (HUN) |
| 25 september Vriendschappelijk № 231 «onderlinge duels» 15:00 uur (UTC+1) | Miloš Milutinović 31' Zdravko Rajkov 36' Todor Veselinović 83' |       | 89' Max Morlock | JNA Stadion, Belgrado Toeschouwers: 50.000 Scheidsrechter: István Zsolt (HUN) |

|                                                                          |                                  |       |           |                                                                                         |
| 16 november Vriendschappelijk № 232 «onderlinge duels» 14:15 uur (UTC+1) | West-Duitsland                   | 2 – 0 | Noorwegen | Wildparkstadion, Karlsruhe Toeschouwers: 49.700 Scheidsrechter: Friedrich Seipelt (AUT) |
| 16 november Vriendschappelijk № 232 «onderlinge duels» 14:15 uur (UTC+1) | Fritz Walter 24' Jupp Röhrig 27' |       |           | Wildparkstadion, Karlsruhe Toeschouwers: 49.700 Scheidsrechter: Friedrich Seipelt (AUT) |

|                                                                          |                                             |       |                 |                                                                                 |
| 18 december Vriendschappelijk № 233 «onderlinge duels» 14:30 uur (UTC+1) | Italië                                      | 2 – 1 | West-Duitsland  | Olympisch Stadion, Rome Toeschouwers: 82.000 Scheidsrechter: Arthur Ellis (ENG) |
| 18 december Vriendschappelijk № 233 «onderlinge duels» 14:30 uur (UTC+1) | Karl Mai 38' (e.d.) Giampiero Boniperti 83' |       | 88' Jupp Röhrig | Olympisch Stadion, Rome Toeschouwers: 82.000 Scheidsrechter: Arthur Ellis (ENG) |

### 1956
|                                                                       |                             |       |                      |                                                                               |
| 14 maart Vriendschappelijk № 234 «onderlinge duels» 15:00 uur (UTC+1) | West-Duitsland              | 1 – 2 | Nederland            | Rheinstadion, Düsseldorf Toeschouwers: 39.000 Scheidsrechter: Reg Leafe (ENG) |
| 14 maart Vriendschappelijk № 234 «onderlinge duels» 15:00 uur (UTC+1) | Cor van der Hart 77' (e.d.) |       | 52', 74' Abe Lenstra | Rheinstadion, Düsseldorf Toeschouwers: 39.000 Scheidsrechter: Reg Leafe (ENG) |

|                                                                     |                  |       |                                                         |                                                                                      |
| 26 mei Vriendschappelijk № 235 «onderlinge duels» 17:30 uur (UTC+1) | West-Duitsland   | 1 – 3 | Engeland                                                | Olympiastadion, West-Berlijn Toeschouwers: 95.000 Scheidsrechter: István Zsolt (HUN) |
| 26 mei Vriendschappelijk № 235 «onderlinge duels» 17:30 uur (UTC+1) | Fritz Walter 85' |       | 26' Duncan Edwards 63' Colin Grainger 69' Johnny Haynes | Olympiastadion, West-Berlijn Toeschouwers: 95.000 Scheidsrechter: István Zsolt (HUN) |

|                                                                      |                   |       |                                                           |                                                                                     |
| 13 juni Vriendschappelijk № 236 «onderlinge duels» 19:00 uur (UTC+1) | Noorwegen         | 1 – 3 | West-Duitsland                                            | Ullevaalstadion, Oslo Toeschouwers: 28.426 Scheidsrechter: Karel van der Meer (NED) |
| 13 juni Vriendschappelijk № 236 «onderlinge duels» 19:00 uur (UTC+1) | Gunnar Dybwad 17' |       | 28' Theo Schönhöft 46' Erich Bäumler 55' Ulrich Biesinger | Ullevaalstadion, Oslo Toeschouwers: 28.426 Scheidsrechter: Karel van der Meer (NED) |

|                                                                      |                                       |       |                                         |                                                                                 |
| 30 juni Vriendschappelijk № 237 «onderlinge duels» 17:00 uur (UTC+1) | Zweden                                | 2 – 2 | West-Duitsland                          | Råsundastadion, Solna Toeschouwers: 30.700 Scheidsrechter: Klaas Schipper (NED) |
| 30 juni Vriendschappelijk № 237 «onderlinge duels» 17:00 uur (UTC+1) | Gösta Sandberg 7' Sylve Bengtsson 10' |       | 51' Willi Schröder 62' Ulrich Biesinger | Råsundastadion, Solna Toeschouwers: 30.700 Scheidsrechter: Klaas Schipper (NED) |

|                                                                           |                   |       |                                          |                                                                                        |
| 15 september Vriendschappelijk № 238 «onderlinge duels» 16:00 uur (UTC+1) | West-Duitsland    | 1 – 2 | Sovjet-Unie                              | Niedersachsenstadion, Hannover Toeschouwers: 86.000 Scheidsrechter: Arthur Ellis (ENG) |
| 15 september Vriendschappelijk № 238 «onderlinge duels» 16:00 uur (UTC+1) | Willi Schröder 5' |       | 3' Edoeard Streltsov 36' Valentin Ivanov | Niedersachsenstadion, Hannover Toeschouwers: 86.000 Scheidsrechter: Arthur Ellis (ENG) |

|                                                                          |                     |       |                                                        |                                                                                             |
| 21 november Vriendschappelijk № 239 «onderlinge duels» 14:00 uur (UTC+1) | West-Duitsland      | 1 – 3 | Zwitserland                                            | Waldstadion, Frankfurt am Main Toeschouwers: 80.000 Scheidsrechter: Friedrich Seipelt (AUT) |
| 21 november Vriendschappelijk № 239 «onderlinge duels» 14:00 uur (UTC+1) | Hans Neuschäfer 34' |       | 21' Ferdinando Riva 25' Seppe Hügi 62' Robert Ballaman | Waldstadion, Frankfurt am Main Toeschouwers: 80.000 Scheidsrechter: Friedrich Seipelt (AUT) |

|                                                                        |                                                           |       |                |                                                                                |
| 25 november Vriendschappelijk № 240 «onderlinge duels» 14:30 uur (UTC) | Ierland                                                   | 3 – 0 | West-Duitsland | Dalymount Park, Dublin Toeschouwers: 35.000 Scheidsrechter: Alec Murdoch (ENG) |
| 25 november Vriendschappelijk № 240 «onderlinge duels» 14:30 uur (UTC) | Noel Cantwell 63' (pen.) Joe Haverty 87' Maxie McCann 89' |       |                | Dalymount Park, Dublin Toeschouwers: 35.000 Scheidsrechter: Alec Murdoch (ENG) |

|                                                                          |                                                                           |       |                   |                                                                                         |
| 23 december Vriendschappelijk № 241 «onderlinge duels» 14:00 uur (UTC+1) | West-Duitsland                                                            | 4 – 1 | België            | Müngersdorfer Stadion, Keulen Toeschouwers: 67.000 Scheidsrechter: Jan Bronkhorst (NED) |
| 23 december Vriendschappelijk № 241 «onderlinge duels» 14:00 uur (UTC+1) | Willi Schröder 28' Heinz Vollmar 42' Alfred Kelbassa 60' Heinz Wewers 82' |       | 38' Roland Moyson | Müngersdorfer Stadion, Keulen Toeschouwers: 67.000 Scheidsrechter: Jan Bronkhorst (NED) |

### 1957
|                                                                       |                                          |       |                                          |                                                                                 |
| 10 maart Vriendschappelijk № 242 «onderlinge duels» 14:30 uur (UTC+1) | Oostenrijk                               | 2 – 3 | West-Duitsland                           | Prater-Stadion, Wenen Toeschouwers: 67.000 Scheidsrechter: Jan Bronkhorst (NED) |
| 10 maart Vriendschappelijk № 242 «onderlinge duels» 14:30 uur (UTC+1) | Theodor Wagner 58' (pen.) Hans Buzek 74' |       | 25', 69' Helmut Rahn 34' Engelbert Kraus | Prater-Stadion, Wenen Toeschouwers: 67.000 Scheidsrechter: Jan Bronkhorst (NED) |

|                                                                      |                 |       |                                   |                                                                                   |
| 3 april Vriendschappelijk № 243 «onderlinge duels» 16:30 uur (UTC+1) | Nederland       | 1 – 2 | West-Duitsland                    | Olympisch Stadion, Amsterdam Toeschouwers: 64.000 Scheidsrechter: Reg Leafe (ENG) |
| 3 april Vriendschappelijk № 243 «onderlinge duels» 16:30 uur (UTC+1) | Faas Wilkes 65' |       | 33' Gerhard Siedl 76' Aki Schmidt | Olympisch Stadion, Amsterdam Toeschouwers: 64.000 Scheidsrechter: Reg Leafe (ENG) |

|                                                                     |                   |       |                                         |                                                                                      |
| 22 mei Vriendschappelijk № 244 «onderlinge duels» 17:00 uur (UTC+1) | West-Duitsland    | 1 – 3 | Schotland                               | Neckarstadion, Stuttgart Toeschouwers: 76.000 Scheidsrechter: Gottfried Dienst (SUI) |
| 22 mei Vriendschappelijk № 244 «onderlinge duels» 17:00 uur (UTC+1) | Gerhard Siedl 70' |       | 21', 56' Bobby Collins 34' Jackie Mudie | Neckarstadion, Stuttgart Toeschouwers: 76.000 Scheidsrechter: Gottfried Dienst (SUI) |

|                                                                          |                 |       |        |                                                                                   |
| 20 november Vriendschappelijk № 245 «onderlinge duels» 14:30 uur (UTC+1) | West-Duitsland  | 1 – 0 | Zweden | Volksparkstadion, Hamburg Toeschouwers: 76.000 Scheidsrechter: István Zsolt (HUN) |
| 20 november Vriendschappelijk № 245 «onderlinge duels» 14:30 uur (UTC+1) | Aki Schmidt 17' |       |        | Volksparkstadion, Hamburg Toeschouwers: 76.000 Scheidsrechter: István Zsolt (HUN) |

|                                                                          |                     |       |           |                                                                                        |
| 22 december Vriendschappelijk № 246 «onderlinge duels» 14:00 uur (UTC+1) | West-Duitsland      | 1 – 0 | Hongarije | Niedersachsenstadion, Hannover Toeschouwers: 83.000 Scheidsrechter: Joop Martens (NED) |
| 22 december Vriendschappelijk № 246 «onderlinge duels» 14:00 uur (UTC+1) | Alfred Kelbassa 19' |       |           | Niedersachsenstadion, Hannover Toeschouwers: 83.000 Scheidsrechter: Joop Martens (NED) |

### 1958
|                                                                      |        |                                  |                |                                                                             |
| 2 maart Vriendschappelijk № 247 «onderlinge duels» 14:30 uur (UTC+1) | België | 0 – 2                            | West-Duitsland | Heizelstadion, Brussel Toeschouwers: 55.970 Scheidsrechter: Reg Leafe (ENG) |
| 2 maart Vriendschappelijk № 247 «onderlinge duels» 14:30 uur (UTC+1) |        | 25' Hans Schäfer 60' Aki Schmidt |                | Heizelstadion, Brussel Toeschouwers: 55.970 Scheidsrechter: Reg Leafe (ENG) |

|                                                                       |                                      |       |        |                                                                                        |
| 19 maart Vriendschappelijk № 248 «onderlinge duels» 16:00 uur (UTC+1) | West-Duitsland                       | 2 – 0 | Spanje | Waldstadion, Frankfurt am Main Toeschouwers: 81.000 Scheidsrechter: Arthur Ellis (ENG) |
| 19 maart Vriendschappelijk № 248 «onderlinge duels» 16:00 uur (UTC+1) | Berni Klodt 45' Hans Cieslarczyk 47' |       |        | Waldstadion, Frankfurt am Main Toeschouwers: 81.000 Scheidsrechter: Arthur Ellis (ENG) |

|                                                                      |                                                             |       |                                               |                                                                                   |
| 2 april Vriendschappelijk № 249 «onderlinge duels» 15:45 uur (UTC+1) | Tsjecho-Slowakije                                           | 3 – 2 | West-Duitsland                                | Strahovstadion, Praag Toeschouwers: 25.000 Scheidsrechter: Nikolay Latyshev (URS) |
| 2 april Vriendschappelijk № 249 «onderlinge duels» 15:45 uur (UTC+1) | Zdeněk Zikán 9' Herbert Erhardt 69' (e.d.) Pavol Molnár 80' |       | 41' Hans Cieslarczyk 48' (e.d.) Imrich Stacho | Strahovstadion, Praag Toeschouwers: 25.000 Scheidsrechter: Nikolay Latyshev (URS) |

| Wereldkampioenschap voetbal 1958 |
| -------------------------------- |

|                                                                   |                         |       |                                     |                                                                           |
| 8 juni WK 1958 Groep A № 250 «onderlinge duels» 19:00 uur (UTC+1) | Argentinië              | 1 – 3 | West-Duitsland                      | Malmö Stadion, Malmö Toeschouwers: 31.156 Scheidsrechter: Reg Leafe (ENG) |
| 8 juni WK 1958 Groep A № 250 «onderlinge duels» 19:00 uur (UTC+1) | Omar Oreste Corbatta 3' |       | 32', 79' Helmut Rahn 42' Uwe Seeler | Malmö Stadion, Malmö Toeschouwers: 31.156 Scheidsrechter: Reg Leafe (ENG) |

|                                                                    |                                  |       |                                          |                                                                              |
| 11 juni WK 1958 Groep A № 251 «onderlinge duels» 19:00 uur (UTC+1) | Tsjecho-Slowakije                | 2 – 2 | West-Duitsland                           | Olympia, Helsingborg Toeschouwers: 25.000 Scheidsrechter: Arthur Ellis (ENG) |
| 11 juni WK 1958 Groep A № 251 «onderlinge duels» 19:00 uur (UTC+1) | Hans Schäfer 60' Helmut Rahn 71' |       | 24' (pen.) Milan Dvořák 42' Zdeněk Zikán | Olympia, Helsingborg Toeschouwers: 25.000 Scheidsrechter: Arthur Ellis (ENG) |

|                                                                    |                                |       |                          |                                                                                |
| 15 juni WK 1958 Groep A № 252 «onderlinge duels» 19:00 uur (UTC+1) | West-Duitsland                 | 2 – 2 | Noord-Ierland            | Malmö Stadion, Malmö Toeschouwers: 21.990 Scheidsrechter: Joaquim Campos (POR) |
| 15 juni WK 1958 Groep A № 252 «onderlinge duels» 19:00 uur (UTC+1) | Helmut Rahn 20' Uwe Seeler 78' |       | 18', 60' Peter McParland | Malmö Stadion, Malmö Toeschouwers: 21.990 Scheidsrechter: Joaquim Campos (POR) |

|                                                                        |                 |       |             |                                                                               |
| 19 juni WK 1958 Kwartfinale № 253 «onderlinge duels» 19:00 uur (UTC+1) | West-Duitsland  | 1 – 0 | Joegoslavië | Malmö Stadion, Malmö Toeschouwers: 20.055 Scheidsrechter: Paul Wyssling (SUI) |
| 19 juni WK 1958 Kwartfinale № 253 «onderlinge duels» 19:00 uur (UTC+1) | Helmut Rahn 12' |       |             | Malmö Stadion, Malmö Toeschouwers: 20.055 Scheidsrechter: Paul Wyssling (SUI) |

|                                                                         |                                                      |       |                  |                                                                          |
| 24 juni WK 1958 Halve finale № 254 «onderlinge duels» 19:00 uur (UTC+1) | Zweden                                               | 3 – 1 | West-Duitsland   | Ullevi, Göteborg Toeschouwers: 49.471 Scheidsrechter: István Zsolt (HUN) |
| 24 juni WK 1958 Halve finale № 254 «onderlinge duels» 19:00 uur (UTC+1) | Lennart Skoglund 33' Gunnar Gren 80' Kurt Hamrin 87' |       | 24' Hans Schäfer | Ullevi, Göteborg Toeschouwers: 49.471 Scheidsrechter: István Zsolt (HUN) |

|                                                                         |                                                       |       |                                                                         |                                                                         |
| 28 juni WK 1958 Troostfinale № 255 «onderlinge duels» 17:00 uur (UTC+1) | Frankrijk                                             | 6 – 3 | West-Duitsland                                                          | Ullevi, Göteborg Toeschouwers: 32.483 Scheidsrechter: Juan Brozzi (ARG) |
| 28 juni WK 1958 Troostfinale № 255 «onderlinge duels» 17:00 uur (UTC+1) | Hans Cieslarczyk 18' Helmut Rahn 52' Hans Schäfer 84' |       | 16', 36', 78', 89' Just Fontaine 27' (pen.) Raymond Kopa 50' Yvon Douis | Ullevi, Göteborg Toeschouwers: 32.483 Scheidsrechter: Juan Brozzi (ARG) |

|  |  |  |  |  |  |  |  |  |

|                                                                           |                     |       |                 |                                                                                          |
| 24 september Vriendschappelijk № 256 «onderlinge duels» 19:00 uur (UTC+1) | Denemarken          | 1 – 1 | West-Duitsland  | Københavns Idrætspark, Kopenhagen Toeschouwers: 35.000 Scheidsrechter: Milan Fencl (TCH) |
| 24 september Vriendschappelijk № 256 «onderlinge duels» 19:00 uur (UTC+1) | Henning Enoksen 60' |       | 32' Helmut Rahn | Københavns Idrætspark, Kopenhagen Toeschouwers: 35.000 Scheidsrechter: Milan Fencl (TCH) |

|                                                                         |                                             |       |                                |                                                                                                  |
| 26 oktober Vriendschappelijk № 257 «onderlinge duels» 15:00 uur (UTC+1) | Frankrijk                                   | 2 – 2 | West-Duitsland                 | Stade olympique Yves-du-Manoir, Colombes Toeschouwers: 50.992 Scheidsrechter: Arthur Ellis (ENG) |
| 26 oktober Vriendschappelijk № 257 «onderlinge duels» 15:00 uur (UTC+1) | Léon Deladerrière 23' Yvon Douis 69' (pen.) |       | 13' Helmut Rahn 80' Uwe Seeler | Stade olympique Yves-du-Manoir, Colombes Toeschouwers: 50.992 Scheidsrechter: Arthur Ellis (ENG) |

|                                                                          |                      |       |                                  |                                                                                     |
| 19 november Vriendschappelijk № 258 «onderlinge duels» 14:00 uur (UTC+1) | West-Duitsland       | 2 – 2 | Oostenrijk                       | Olympiastadion, West-Berlijn Toeschouwers: 85.000 Scheidsrechter: Milan Fencl (TCH) |
| 19 november Vriendschappelijk № 258 «onderlinge duels» 14:00 uur (UTC+1) | Helmut Rahn 16', 89' |       | 42' Walter Horak 61' Adolf Knoll | Olympiastadion, West-Berlijn Toeschouwers: 85.000 Scheidsrechter: Milan Fencl (TCH) |

|                                                                          |                                       |       |           |                                                                                       |
| 21 december Vriendschappelijk № 259 «onderlinge duels» 14:00 uur (UTC+1) | West-Duitsland                        | 3 – 0 | Bulgarije | Rosenaustadion, Augsburg Toeschouwers: 55.896 Scheidsrechter: Friedrich Seipelt (AUT) |
| 21 december Vriendschappelijk № 259 «onderlinge duels» 14:00 uur (UTC+1) | Uwe Seeler 44', 74' Erwin Waldner 51' |       |           | Rosenaustadion, Augsburg Toeschouwers: 55.896 Scheidsrechter: Friedrich Seipelt (AUT) |

|                                                        |                      |       |                 |                                                                                           |
| 28 december Vriendschappelijk № 260 «onderlinge duels» | Ver. Arab. Republiek | 2 – 1 | West-Duitsland  | Prince Farouk Stadion, Caïro Toeschouwers: 30.000 Scheidsrechter: Concetto Lo Bello (ITA) |
| 28 december Vriendschappelijk № 260 «onderlinge duels» | ?                    |       | 36' Max Morlock | Prince Farouk Stadion, Caïro Toeschouwers: 30.000 Scheidsrechter: Concetto Lo Bello (ITA) |

### 1959
|                                                                    |                                              |       |                                           |                                                                                |
| 6 mei Vriendschappelijk № 261 «onderlinge duels» 19:00 uur (UTC+1) | Schotland                                    | 3 – 2 | West-Duitsland                            | Hampden Park, Glasgow Toeschouwers: 103.415 Scheidsrechter: Arthur Ellis (ENG) |
| 6 mei Vriendschappelijk № 261 «onderlinge duels» 19:00 uur (UTC+1) | John White 1' Andy Weir 7' Graham Leggat 23' |       | 14' Uwe Seeler 37' (pen.) Erich Juskowiak | Hampden Park, Glasgow Toeschouwers: 103.415 Scheidsrechter: Arthur Ellis (ENG) |

|                                                                     |                 |       |                           |                                                                                     |
| 20 mei Vriendschappelijk № 262 «onderlinge duels» 16:30 uur (UTC+1) | West-Duitsland  | 1 – 1 | Polen                     | Volksparkstadion, Hamburg Toeschouwers: 61.000 Scheidsrechter: Joaquim Campos (POR) |
| 20 mei Vriendschappelijk № 262 «onderlinge duels» 16:30 uur (UTC+1) | Erwin Stein 81' |       | 29' Krzysztof Baszkiewicz | Volksparkstadion, Hamburg Toeschouwers: 61.000 Scheidsrechter: Joaquim Campos (POR) |

|                                                                        |             |                                                                               |                |                                                                             |
| 4 oktober Vriendschappelijk № 263 «onderlinge duels» 15:00 uur (UTC+1) | Zwitserland | 0 – 4                                                                         | West-Duitsland | Wankdorf, Bern Toeschouwers: 49.000 Scheidsrechter: Friedrich Seipelt (AUT) |
| 4 oktober Vriendschappelijk № 263 «onderlinge duels» 15:00 uur (UTC+1) |             | 5' Heinz Vollmar 49' Albert Brülls 73' Helmut Rahn 74' (pen.) Erich Juskowiak |                | Wankdorf, Bern Toeschouwers: 49.000 Scheidsrechter: Friedrich Seipelt (AUT) |

|                                                                         |                                                                                   |       |           |                                                                                      |
| 21 oktober Vriendschappelijk № 264 «onderlinge duels» 16:00 uur (UTC+1) | West-Duitsland                                                                    | 7 – 0 | Nederland | Müngersdorfer Stadion, Keulen Toeschouwers: 45.000 Scheidsrechter: Karol Galba (TCH) |
| 21 oktober Vriendschappelijk № 264 «onderlinge duels» 16:00 uur (UTC+1) | Albert Brülls 11' Aki Schmidt 30', 77' Uwe Seeler 54', 66', 88' Gerhard Siedl 89' |       |           | Müngersdorfer Stadion, Keulen Toeschouwers: 45.000 Scheidsrechter: Karol Galba (TCH) |

|                                                                         |                                                                  |       |                                       |                                                                             |
| 8 november Vriendschappelijk № 265 «onderlinge duels» 13:30 uur (UTC+1) | Hongarije                                                        | 4 – 3 | West-Duitsland                        | Népstadion, Boedapest Toeschouwers: 90.000 Scheidsrechter: Elmar Saar (URS) |
| 8 november Vriendschappelijk № 265 «onderlinge duels» 13:30 uur (UTC+1) | Lajos Tichy 13', 80' (pen.) Flórián Albert 47' Károly Sándor 48' |       | 72', 82' Uwe Seeler 89' Albert Brülls | Népstadion, Boedapest Toeschouwers: 90.000 Scheidsrechter: Elmar Saar (URS) |

|                                                                          |                 |       |                  |                                                                                        |
| 20 december Vriendschappelijk № 266 «onderlinge duels» 14:00 uur (UTC+1) | West-Duitsland  | 1 – 1 | Joegoslavië      | Niedersachsenstadion, Hannover Toeschouwers: 83.000 Scheidsrechter: Joop Martens (NED) |
| 20 december Vriendschappelijk № 266 «onderlinge duels» 14:00 uur (UTC+1) | Aki Schmidt 72' |       | 5' Muhamed Mujić | Niedersachsenstadion, Hannover Toeschouwers: 83.000 Scheidsrechter: Joop Martens (NED) |

UEFA: Albanië · België · Bulgarije · Denemarken · West-Duitsland · Duitse Democratische Republiek · Engeland · Finland · Frankrijk · Griekenland · Hongarije · Ierland · IJsland · Italië · Joegoslavië · Kroatië · Luxemburg · Malta · Nederland · Noord-Ierland · Noorwegen · Oostenrijk · Polen · Portugal · Roemenië · Saarland · Schotland · Sovjet-Unie · Spanje · Tsjecho-Slowakije · Turkije · Wales · Zweden · Zwitserland

AFC: Israël
DFB · A-internationals · Bondscoaches · Duits vrouwenelftal · Olympisch elftal · Duitsland U21 · Duitsland U20 · Duitsland U19 · Duitsland U18 · Duitsland U17 · Duitsland U16 · Vrouwen U17
1905 – 1919 · 
1920 – 1929 · 
1930 – 1939 · 
1940 – 1949 · 
1950 – 1959 · 
1960 – 1969 · 
1970 – 1979 · 
1980 – 1989 · 
1990 – 1999 · 
2000 – 2009 · 
2010 – 2019 · 
2020 – 2029
EK's: 1972 · 
1976 · 
1980 · 
1984 · 
1988 · 
1992 · 
1996 · 
2000 · 
2004 · 
2008 · 
2012 · 
2016 · 
2020 · 
2024
CC: 1999 · 
2005 · 
2017
WK's: 1934 ·
1938 · 
1954 · 
1958 · 
1962 · 
1966 · 
1970 · 
1974 · 
1978 · 
1982 · 
1986 · 
1990 · 
1994 · 
1998 · 
2002 · 
2006 · 
2010 · 
2014 · 
2018 · 
2022
OS: 1912 ·
1928 ·
1936 ·
2016 ·
2020
Albanië ·
Algerije ·
Argentinië ·
Armenië ·
Australië ·
Azerbeidzjan ·
België ·
Bohemen en Moravië ·
Bolivia ·
Bosnië en Herzegovina ·
Brazilië ·
Bulgarije ·
Canada ·
Chili ·
China ·
Colombia ·
Costa Rica ·
Cyprus ·
DDR ·
Denemarken ·
Ecuador ·
Egypte ·
Engeland ·
Estland ·
Faeröer ·
Finland ·
Frankrijk ·
Georgië ·
Ghana ·
Gibraltar ·
GOS ·
Griekenland ·
Hongarije ·
Ierland ·
IJsland ·
Iran ·
Israël ·
Italië ·
Ivoorkust ·
Japan ·
Joegoslavië ·
Kameroen ·
Kazachstan ·
Koeweit ·
Kroatië ·
Letland ·
Liechtenstein ·
Litouwen ·
Luxemburg ·
Malta ·
Marokko ·
Mexico ·
Moldavië ·
Nederland ·
Nieuw-Zeeland ·
Nigeria ·
Noord-Ierland ·
Noord-Macedonië ·
Noorwegen ·
Oekraïne ·
Oman ·
Oostenrijk ·
Paraguay ·
Peru ·
Polen ·
Portugal ·
Roemenië ·
Rusland ·
Saarland ·
San Marino ·
Saoedi-Arabië ·
Schotland ·
Servië ·
Servië en Montenegro · 
Slovenië ·
Slowakije ·
Sovjet-Unie ·
Spanje ·
Thailand ·
Tsjechië ·
Tsjecho-Slowakije ·
Tunesië ·
Turkije ·
Uruguay ·
Verenigde Arabische Emiraten ·
Verenigde Staten ·
Wales ·
Wit-Rusland ·
Zuid-Afrika ·
Zuid-Korea ·
Zweden ·
Zwitserland
Algerije (1982) · 
Algerije (2014) · 
Argentinië (1986) ·
Argentinië (1990) ·
Argentinië (2006) ·
Argentinië (2014) · 
Australië (2010) ·
België (1980) · 
Brazilië (2002) ·
Brazilië (2014) · 
Chili (1982) ·
Costa Rica (2006) ·
Denemarken (1992) ·
Denemarken (2012) · 
Ecuador (2006) ·
Engeland (1966) ·
Engeland (1982) ·
Engeland (2010) ·
Engeland (2021) ·
Frankrijk (2014) · 
Frankrijk (2021) · 
Ghana (2014) ·
Griekenland (2012) · 
Hongarije (1954, 2) ·
Hongarije (2021) ·
Italië (1982) ·
Italië (2006) ·
Italië (2012) · 
Japan (2022) · 
Kroatië (2008) ·
Mexico (2018) ·
Nederland (1974) ·
Nederland (2012) ·
Oekraïne (2016) ·
Oostenrijk (1982) ·
Oostenrijk (2008) ·
Polen (2006) ·
Polen (2008) ·
Polen (2016) ·
Portugal (2006) ·
Portugal (2008) ·
Portugal (2012) ·
Portugal (2014) ·
Portugal (2021) ·
Servië (2010) ·
Sovjet-Unie (1972) · 
Spanje (1982) ·
Spanje (2008) ·
Spanje (2022) ·
Tsjechië (1996, 2) · 
Tsjecho-Slowakije (1976) ·
Turkije (2008) ·
Verenigde Staten (2014) ·
Zuid-Korea (2018) ·
Zweden (2006)